# 雷尼亚克 (夏朗德省)
雷尼亚克（法語：Reignac，法語發音：[ʁɛɲak]）是法国夏朗德省的一个市镇，位于该省西南部，属于干邑区。

## 地理
雷尼亚克（45°25'21"N, 0°10'59"W）面积22.14 平方千米，位于法国新阿基坦大区夏朗德省，该省份为法国西部内陆省份，北起德塞夫勒省和维埃纳省，东临上维埃纳省，东南至多尔多涅省，南至多爾多涅省，西接滨海夏朗德省。
与雷尼亚克接壤的市镇（或旧市镇、城区）包括：巴伯济约-圣伊莱尔、孔代翁、萨勒德巴伯济约、勒塔特尔、蒙梅拉克。

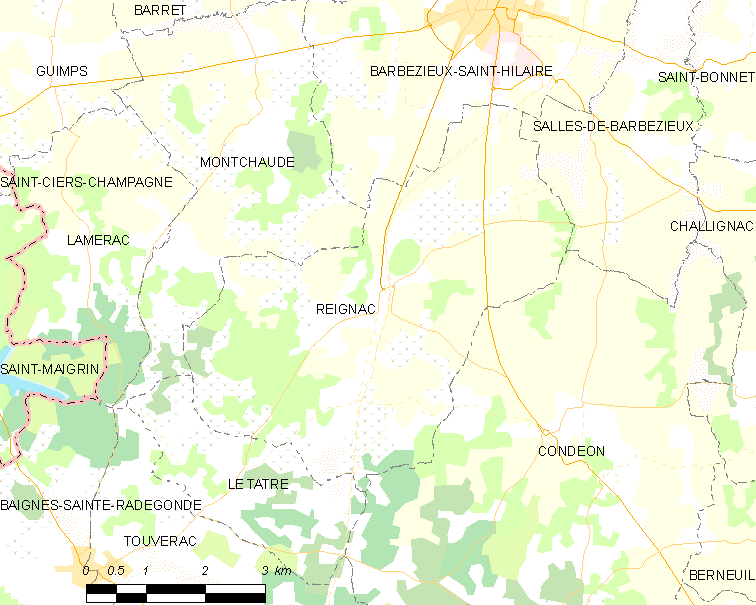
的OSM定位图

雷尼亚克的时区为UTC+01:00、UTC+02:00（夏令时）。

## 行政
雷尼亚克的邮政编码为16360，INSEE市镇编码为16276。

## 政治
雷尼亚克所属的省级选区为夏朗德南县。

## 人口

1962-2008年间人口变化图示

雷尼亚克于2022年1月1日时的人口数量为715人。